# Zygota villosa
Zygota villosa är en stekelart som beskrevs av Macek 1997. Zygota villosa ingår i släktet Zygota, och familjen hyllhornsteklar. Arten är reproducerande i Sverige.